# Tapinocyba silvicultrix
Tapinocyba silvicultrix är en spindelart som beskrevs av Saito 1980. Tapinocyba silvicultrix ingår i släktet Tapinocyba och familjen täckvävarspindlar. Inga underarter finns listade i Catalogue of Life.